# 前川 (東京都)
前川（まえかわ）は、東京都の主に東村山市を流れる準用河川。荒川水系北川の支流である。

## 地理
東京都東大和市湖畔3丁目にある二ツ池付近に源を発し、多摩湖の南側を東方向へ流れ、東村山市諏訪町で北川に合流する。流域は武蔵野台地上に位置する。

## 流域の自治体
東京都
東大和市、東村山市

## 支流
- 旧前川[3]

## 橋梁
下流より記載
以下、東村山市
- 徳蔵寺橋
- 小川橋
- 小瀬川橋
- 与市橋
- 西武西武園線
- 実来橋
- 弁天橋
- 経文橋[3]
- 東京都道128号東村山東大和線
- 第三前川橋
- 第二前川橋
- 前野橋
- 中橋
- 第一前川橋
- 金山橋
- 水路橋
- 分校前橋
- 新寺橋
- 赤坂橋（東京都道128号東村山東大和線と暗渠で交差）
- 西武多摩湖線

以下、東大和市
- 東京都道253号保谷狭山自然公園自転車道線（多摩湖自転車歩行者道）
- 狭南橋（東京都道128号東村山東大和線の経路変更に伴う暗渠化で撤去される）
- 本村堀橋（東京都道128号東村山東大和線の経路変更に伴う暗渠化で撤去される）
- 隊道橋
- 本村橋
- 西の橋
- さかえ橋

ここから二手に分岐する。
北側
- 谷津大橋
- 上谷津大橋

南側
- 坂下橋